# Off Centre
Off Centre è una sitcom creata da Chris Weitz, Paul Weitz e Danny Zucker, produttori dei film American Pie. La storia è basata sulla vita di due amici ex compagni di stanza ad Oxford, lo studente inglese Euan Pierce (interpretato da Sean Maguire) e il suo amico americano Mike Platt (interpretato da Eddie Kaye Thomas). Altri membri del cast sono la fidanzata di Mike, Liz Lombardi (interpretata da Lauren Stamile), e gli amici Chau Presley (interpretato da John Cho), cameriere di un ristorante vietnamita, e il rapper Status Quo (interpretato da Jason George).
Durante la serie hanno partecipato come guest star Carmen Electra (che interpreta sé stessa) e altri attori che hanno partecipato ai film di American Pie come Eugene Levy (che interpreta l'urologo Barry Wasserman), Jason Biggs (che interpreta Rick Steve) e Shannon Elizabeth (che interpreta Dawn, una delle fidanzate di Chau).
La serie è andata in onda negli Stati Uniti dal 14 ottobre 2001 al 31 ottobre 2002. In Italia va in onda sporadicamente su Italia 1 generalmente in fasce orarie notturne (1:00-6:00) soprattutto di domenica notte o comunque nel fine settimana e di solito vengono trasmessi due episodi per volta.

## Trama
I due amici Euan Pierce e Mike Platt, appena trasferitisi nell'elegante Hadley Building posizionato in una delle grandi arterie del centro di New York, così diversi ma in fondo complementari, sperano di trovare molte occasioni di divertimento, magari facendo amicizia con qualcuna delle affascinanti modelle loro vicine di casa.
Ma non sarà tanto facile, dato che Liz, onnipresente e un po' oppressiva, fa ai due ragazzi continue visite e vigila con estrema attenzione su tutto ciò che accade. Nonostante ciò i due riusciranno sempre a cacciarsi in situazioni esilaranti accompagnati dagli amici Chau, Status Quo e Mark.

## Personaggi
Euan Pierce è un giovane simpatico e brillante, fresco di laurea ad Oxford che, una volta trasferitosi a New York, riscuote grande successo nel lavoro e con il gentil sesso. Appena arrivato nella sua nuova città gli viene offerto dalla banca in cui lavora oltre che uno stipendio di tutto rispetto, anche un appartamento meraviglioso all'interno del Hadley Building, popolato da numerose top model e da divi del jet set. È all'interno di questo appartamento che accadranno gli eventi più imprevedibili.
Mike Platt, al contrario del suo ex compagno di stanza di Oxford, è il tipico bravo ragazzo, metodico e tranquillo, alquanto insicuro, ma con un forte desiderio di evasione. Mike è finanziariamente instabile in quanto lavora in una associazione pro-animalista insieme alla sua fidanzata. Questo lo "costringe" a trasferirsi nell'appartamento di Euan, che ha un sacco di spazio da offrire e non disdegna la compagnia del suo ex compagno di stanza. A complicare le cose ci penserà Liz.
Liz Lombardi è la fidanzata di Mike da circa un anno che si trasferisce nell'appartamento insieme ad Euan e Mike
sin dal primo episodio. La sua presenza è un po' imbarazzante per Mike soprattutto quando Eaun porta in casa una qualunque delle sue tante spasimanti. Liz lavora in una associazione pro-animalista insieme a Mike per gran parte della serie.
Chau Presley è un cameriere che lavora in un ristorante vietnamita frequentato da Euan, Mike e Liz. È un personaggio stravagante che non impiega molto a farsi amici Euan e Mike con il suo atteggiamento bizzarro. All'interno del ristorante in cui lavora si può notare chiaramente un poster di American Pie, che riconduce al cast di produzione del telefilm. Chau ha inoltre una fidanzata interpretata da Shannon Elizabeth.
Status Quo, il cui vero nome è Nathan, è un rapper vincitore di un premio musicale Grammy Award a volte seguito dai suoi "scagnozzi" MC French e DJ Cheddar. In gran segreto adora cucinare ed è molto amico di Martha Stewart e una volta ebbe addirittura un appuntamento con la cantante Cher. Per molto tempo è stato innamorato perso di Liz, ma alla fine insieme a lei deciderà di sacrificare il suo amore in nome dell'amicizia che li lega e soprattutto la passione che entrambi hanno per il gioco Scarabeo.

## Lista episodi

### Stagione 1 (2001-2002)
- Due amici agli antipodi (Let's Meet Mike and Euan)
- Weekend pruriginoso (Feeling Shellfish)
- Porno, che passione! (A Stroke of Genius)
- Il fascino della fedeltà (Trust Me or Don't Trust Me)
- Incontro d'amore (Euan's Brush with Love)
- La febbre del triangolo (A Cute Triangle)
- Amore libero (Swing Time)
- Un piano imperfetto (Money or Brother Can You Spare a Ski Trip)
- Un vero inglese (Marathon Man)
- Piacere solitario (Guy Gone Wild)
- Problemi di lavoro (The Good, The Bad, and the Lazy)
- Questione di karma (Gas Crisis)
- Tempesta ormonale (Why Chau Lives Alone)
- Alla corte di Status Quo (Mission Im-posse-ble)
- Il gruppo dei Chau Project (Faking the Band)
- Orecchio non sente, cuore non duole (Hear No Evil, See No Package)
- La riserva (The Backup)
- La quarantenne (Mike & Liz & Chau & Jordan)
- Una relazione massacrante (Addicted to Love)
- Pene d'amore  (The Unkindest Cut)
- La vasca sul tetto che scotta (Diddler on the Roof)

### Stagione 2 (2002)
- Love is a Pain in the Ass
- Cockfight
- Unflushable
- M. Night Shyamalan's Unflushable
- P.P. Doc II: The Examination Continues
- The Deflower Half Hour
- The Guys' Guys
- Little House on the Bowery